# ماست شیرین
ماست شیرین کتابی از افسانه شعبان‌نژاد با تصویرگری سحر حق‌گو است که در سال ۱۳۹۳ از سوی نشر پیدایش منتشر و در سال ۲۰۱۵ در فهرست کلاغ سفید قرار گرفت.